# 王俊人
王俊人（1946年—），为中国大陆最早的世界桥牌大师。1946年出生，浙江省鄞县人。

## 简介
1982年，代表中国队参加世界对式桥牌锦标赛，获得公开组第十五名，是当时远东地区所能取得的最好成绩记录。1984年，获得远东桥牌锦标赛公开组亚军。1987年，再次获得远东桥牌锦标赛公开组亚军。曾代表上海队获得多达十二次的中国全国桥牌锦标赛的冠军，并获得一次对式桥牌锦标赛公开组的冠军。王俊人的搭档是陆玉麟，他们二人是中国大陆第一对获得“世界桥牌大师”称号的桥牌手。王俊人曾先后多次担任国内外桥牌比赛的裁判。

## 著作
- 《桥牌知识》
- 《桥牌技法进阶》（与朱文雄合著）
- 《桥牌超级打法100例》